# Zwerghuhn

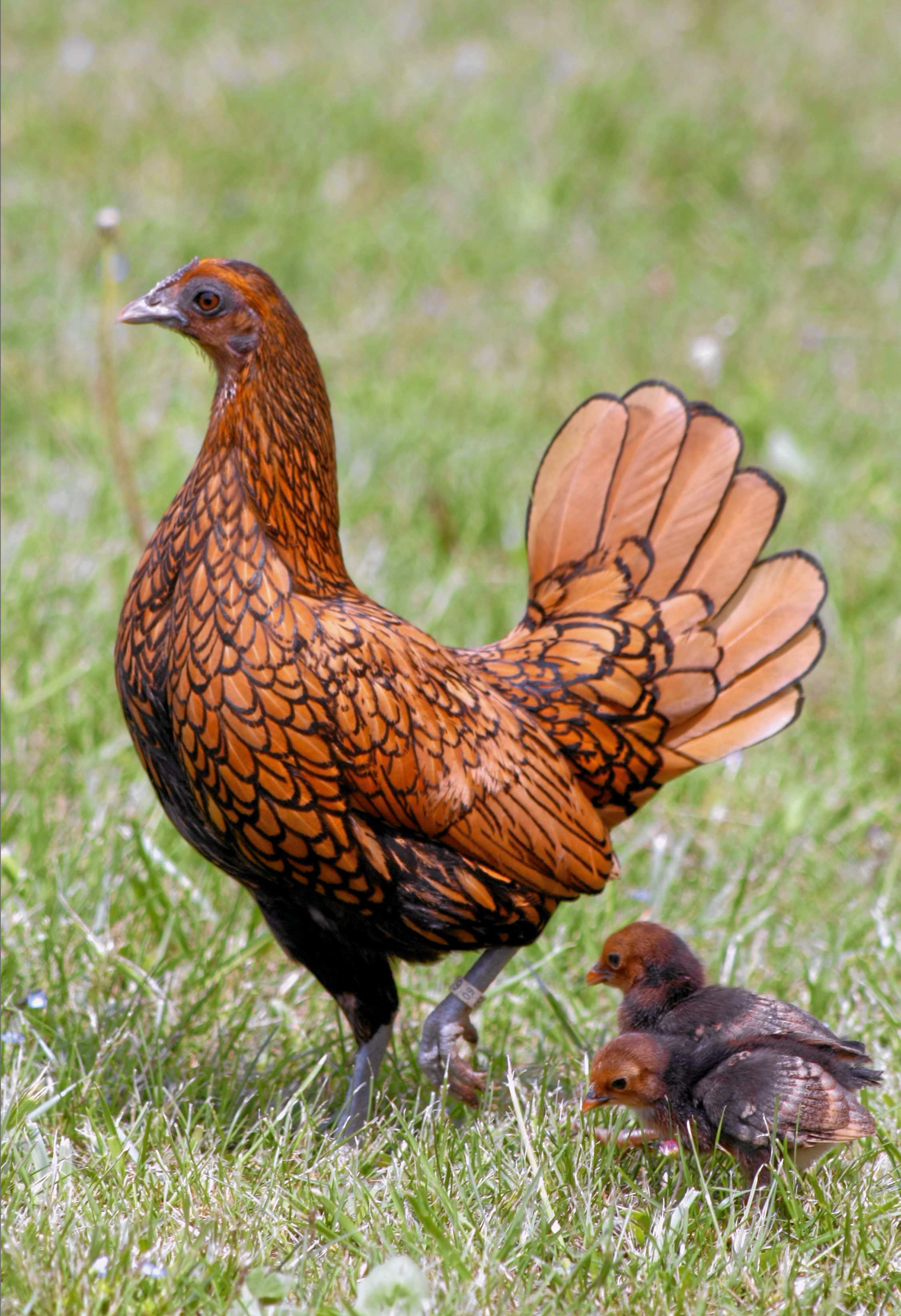
Henne mit Küken einer der eigentlichen Zwerghuhnrassen, den Sebright.

Zwerghühner sind kleine Hühner. Sie gehören weltweit zu den beliebtesten Haustieren und sind dort häufiger als ihre großen Artgenossen. Alle stammen vom Bankivahuhn (Gallus gallus), dem Roten Kammhuhn, ab.

## Herkunft

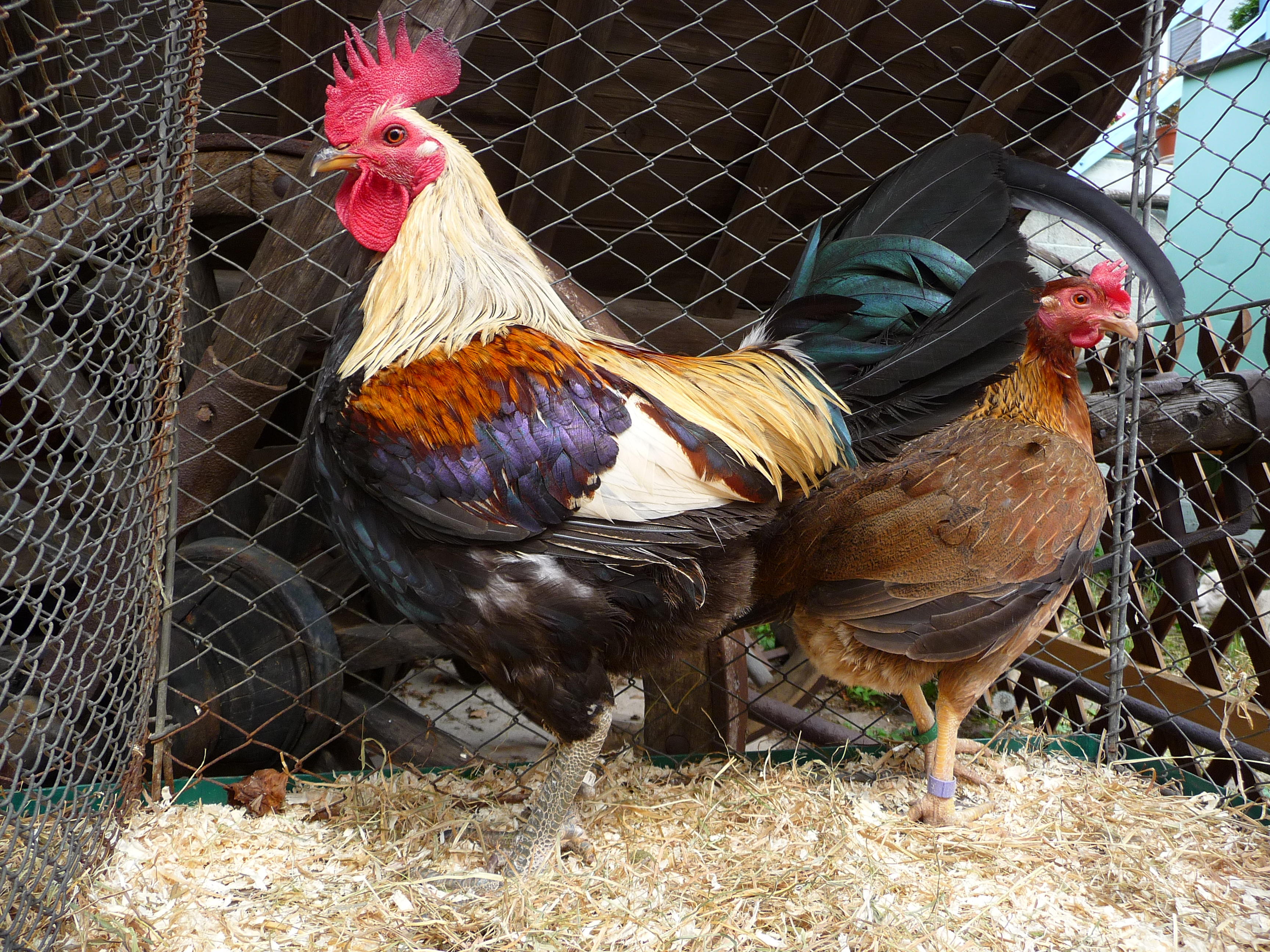
Altenglische Zwerg-Kämpfer

In chinesischen Schriften werden Haushühner bereits vor mehr als 4800 Jahren beschrieben. Zwerghühner werden erstmals vor mehr als 2000 Jahren in Schriften griechischer und römischer Schriftsteller erwähnt. Ihre Abbildungen sind hingegen nur wenige hundert Jahre alt.
Damals gewann die Rassegeflügelzucht in Europa an Bedeutung und in Deutschland und Großbritannien begann man Ende des 19., Anfang des 20. Jahrhunderts durch gezielte Züchtung mit der Verzwergung großer Hühnerrassen. Zu den Zwerghuhnrassen, die als Miniaturausgabe der Großrasse durch gezielte Züchtung entstanden sind, zählen der Altenglische Zwergkämpfer, das Bielefelder Zwerg-Kennhuhn, das Frankfurter Zwerghuhn und viele andere.
Es gibt aber auch ältere Zwerghuhnrassen, die eigentlichen oder ursprünglichen Zwerghühner, die auch „Urzwerge“ genannt werden. Zu ihnen gehören die wirklich kleinen unter den Zwergen, wie die Chabo aus Japan und die Zwerg-Cochin, die ausschließlich in den kaiserlichen Gärten Chinas gehalten werden durften. Darüber hinaus sind Antwerpener Bartzwerge, Bantams, Deutsche Zwerghühner, Federfüßige Zwerghühner, Ruhlaer Zwerghühner, Sebrights, Seramas und Watermaalsche Bartzwerge bekannt.

## Merkmale und Nutzung

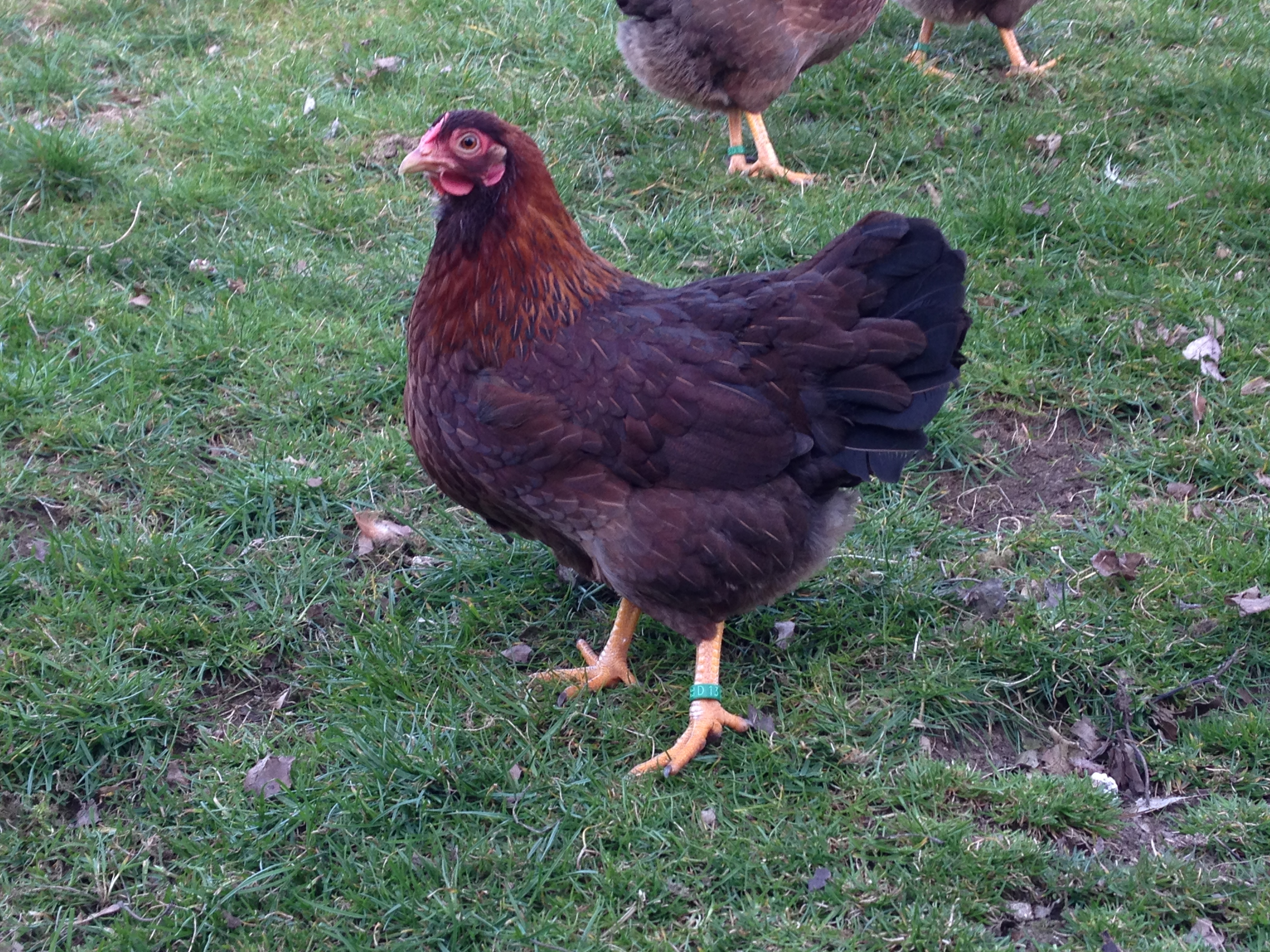
Henne einer der verzwergten legefreudigen Zwergrassen, den Zwerg-Dresdnern.

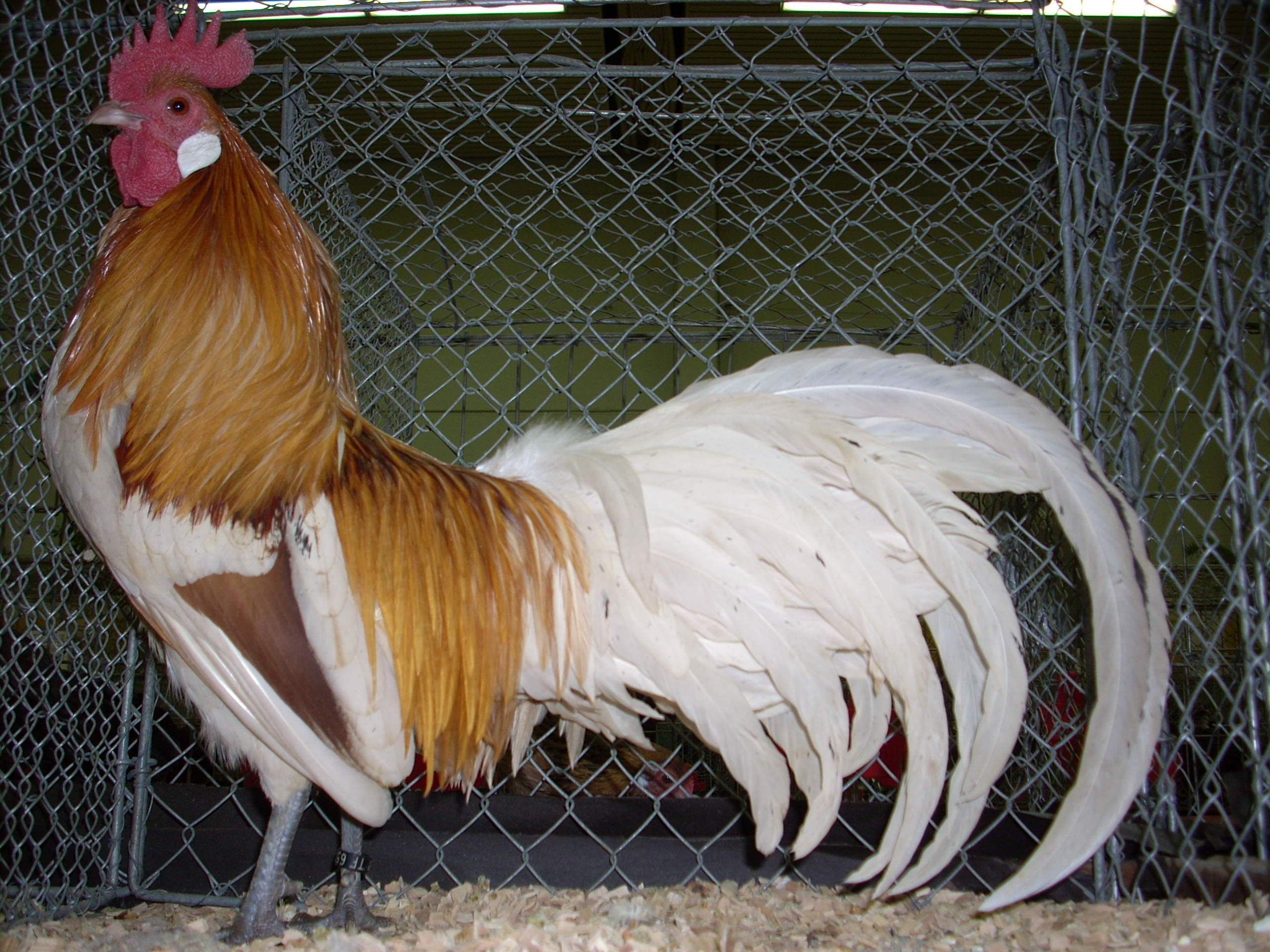
Hahn der Rasse „Deutsches Zwerghuhn“ im Farbenschlag „rotgesattelt“.

Das Gewicht der Zwerghühner variiert von Rasse zu Rasse zum Teil sehr stark. Es gibt Rassen von 500 bis 600 Gramm (Serama, Bantam), andere sind bis zu 1,8 Kilogramm (Zwerg-Malaien) schwer und übertreffen damit auch leichte Hühnerrassen, wie das Annaberger Haubenstrupphuhn (1,5 kg). Allen gemeinsam ist eine starke Ausprägung des Brustmuskels.
Entgegen den verzwergten Rassen stand bei den Urzwergen der Nutzgedanke nie im Vordergrund. Sie dienten und dienen vor allem der Zierde. Ihre Legeleistung schwankt im Allgemeinen zwischen 25 und 40 Eiern jährlich. Bei den „Miniaturausgaben der Großrassen“, wie den Zwerg-Wyandotten, Zwerg-Dresdnern und Zwerg-Rhodeländern liegt die Legeleistung bei bis zu 180 Eiern pro Jahr und ist vergleichbar mit der ihrer großen Vorbilder. Einige legen bis zu 60 Gramm schwere Eier. Dennoch werden die Leistungen ausgesprochener Legerassen, wie Italiener, Leghorn (je 200 Stück), New Hampshire (220 Stück) oder dem Bielefelder Kennhuhn (230 Stück) nicht erreicht. Aber auch bei den verzwergten Hühnern gibt es Rassen, die wegen ihrer Eierleistung eher zu den eigentlichen Zwerghühnern zu zählen wären und bei denen Schönheit und Zierde im Vordergrund stehen. Namentlich sind dies die Zwerg-Yokohama, die Ostfriesischen Zwerg-Möwen und die Zwerg-Hamburger.
Einige Zwerghuhnrassen sind nur in ein (Zwerg-Andalusier, Blau-Gesäumt) bis zwei Farbenschlägen (Zwerg-Brakel in Silber und Gold) anerkannt. Andere wiederum kommen in fast 30 verschiedenen Farben und Zeichnungen vor (z. B. Zwerg-Wyandotten, mit 29 Farbenschlägen im Bund Deutscher Rassegeflügelzüchter (BDRG) anerkannt und acht weitere in anderen europäischen Zuchtverbänden), zu denen immer wieder neue hinzukommen oder auf andere Rassen übertragen werden.

## Nachweise
1. 1 2 3  Wilhelm Bauer: Zwerghühner. munter, fleißig, keck (= Smart). Ulmer, 2007, ISBN 978-3-8001-5154-7, Herkunft der Zwerghühner, S. 6 f.
2. 1 2  Verband der Kleingärtner, Siedler und Kleintierzüchter (Hrsg.): Standard für Groß- und Wassergeflügel, Hühner, Zwerghühner. 1979.
3. ↑  EE-Standard der Serama. In: entente-ee.com. Entente Européenne, 2010, archiviert vom Original (nicht mehr online verfügbar) am 6. Dezember 2013; abgerufen am 4. April 2014 (Adobe Acrobat Document, 76,5 KB): „Gewichte: Hahn bis 500g, Henne bis 425g.“
4. ↑  Bantam. In: gefluegelzeitung.de. HK-Verlag, 2014, archiviert vom Original am 7. April 2014; abgerufen am 4. April 2014: „Gewicht: Hahn: 1,8 kg Henne: 1,5 kg“
5. ↑  Zwerg-Malaien. In: gefluegelzeitung.de. HK-Verlag, 2014, archiviert vom Original am 7. April 2014; abgerufen am 4. April 2014: „Gewicht: Hahn: 1,8 kg Henne: 1,5 kg“
6. ↑  Annaberger Haubenstrupphühner. In: gefluegelzeitung.de. HK-Verlag, 2014, archiviert vom Original am 7. April 2014; abgerufen am 4. April 2014: „Gewicht: Hahn: 1,5 kg, Henne 1,3 kg“
7. ↑  Wilhelm Bauer: Zwerghühner. munter, fleißig, keck (= Smart). Ulmer, 2007, ISBN 978-3-8001-5154-7, Faszinierende Fähigkeiten, S. 8 f.
8. 1 2 3 4  Wilhelm Bauer: Zwerghühner. munter, fleißig, keck (= Smart). Ulmer, 2007, ISBN 978-3-8001-5154-7, Typisch Zwerghuhn, S. 10 f.
9. ↑  Hans Zürcher, Michel Bovet: Verzeichnis der in Europa anerkannten Rassen und Farbenschläge. (Excel Spreadsheet, 1,6 MB) In: entente-ee.com. Entente Européenne, 18. April 2013, archiviert vom Original am 16. Juni 2013; abgerufen am 5. April 2014.